# Ewa Bonacka
Felicja Zofia Ewa Bonacka-Daszewska (ur. 14 stycznia 1908 w Koziatynie, zm. 23 października 1992 w Warszawie) – polska aktorka teatralna, filmowa i telewizyjna oraz reżyser teatralny.

## Życiorys
Urodziła się 14 stycznia 1908 w Koziatynie, ówcześnie na terenie guberni kijowskiej Imperium Rosyjskiego (obecnie w obwodzie winnickim, Ukraina) jako córka Adama.
W 1927 ukończyła Oddział Dramatyczny Konserwatorium Muzycznego w Warszawie. Występowała na scenach Teatru Praskiego w Warszawie (1927–1928), Teatru Polskiego w Katowicach (1929–1930), Polskiego Teatru Dramatycznego we Lwowie (1931–1936) oraz Teatru Ateneum w Warszawie (1935–1939).
Po II wojnie światowej grała na deskach Teatru Wojska Polskiego w Łodzi (1946–1948). Od 1949 była aktorką, a następnie także reżyserem w Teatrze Narodowym w Warszawie. Od 1948 roku należała do PZPR. Była także członkinią Komisji Kultury PRON. W 1976 przeszła na emeryturę, ale nadal zajmowała się reżyserią teatralną. Wyreżyserowała m.in. Żółtą szlafmycę Witolda Rudzińskiego w Teatrze Muzycznym w Lublinie (1979) i Franciszka Zabłockiego w Teatrze Narodowym w Warszawie (1984) oraz Zemstę Aleksandra Fredry w Słupskim Teatrze Dramatycznym (1986).
Występowała także w Teatrze Telewizji, m.in. w spektaklach: Śluby panieńskie, czyli Magnetyzm serca Aleksandra Fredry w reż. Henryka Szletyńskiego (1960), Powrót Ulricha Bechera w reż. Lucyny Tychowej (1962), Ruchome piaski Piotra Choynowskiego w reż. Jana Bratkowskiego (1963), Fantazy Juliusza Słowackiego w reż. Jerzego Antczaka (1965) oraz w Kresach Józefa Lenarta w reż. Bogdana Trukana (1965). Również reżyserowała spektakle w Teatrze Telewizji.
Od 15 kwietnia 1935 była drugą żoną scenografa Władysława Daszewskiego.
Zmarła w Warszawie, pochowana na cmentarzu Wojskowym na Powązkach (kwatera A 32-1-16).

## Filmografia
- Za winy niepopełnione (1938) – aresztantka
- O czym się nie mówi... (1939) – Stefka
- Naprawdę wczoraj (1963) – właścicielka hotelu w Darłowie

## Ordery i odznaczenia
- Krzyż Kawalerski Orderu Odrodzenia Polski (1968)
- Złoty Krzyż Zasługi (11 lipca 1955)[3]
- Medal 40-lecia Polski Ludowej
- Medal 10-lecia Polski Ludowej (22 lipca 1955)[7]
- Odznaka „Zasłużony Działacz Kultury”
- Złota Odznaka honorowa „Za Zasługi dla Warszawy” (1966)

## Nagrody
- I nagroda na Telewizyjnym Festiwalu Teatrów Dramatycznych dla sztuki Kobiety z Niskavuori z Teatru im. Stefana Jaracza w Łodzi (1965)[5]